# Трендвотчинг
Трендвотчинг (англ. trend watching — буквально «наблюдение за трендами», трендвочинг) — практика регулярного отслеживания потребительских и индустриальных трендов,, включающая оценку и прогнозирование бизнес-факторов (спроса, предложения, стиля и моды) применяемая компаниями для создания инновационных продуктов, услуг и коммуникаций. Трендвотчинг позволяет выделить закономерности в поведении и предпочтениях потребителей, чтобы увидеть новые возможности для создания инноваций. Смежные области или другие названия подобной деятельности это трендспоттинг (англ. trendspotting) и кулхантинг.
Футуристка Фейт Попкорн автор Popcorn Report (1992) был специалистом по трендвочингу. Трендвочеры напоминают своей интуицией редакторов модных журналов в 1960-х годах, таких как Нэнси Уайт (Harper’s Bazaar 1958—1971). Трендвотчеры часто обращаются к молодежной моде, увлечениям тинейджеров, черпая из этого вдохновение. Многие блогеры сейчас работают как трендвотчеры в культурных и технологических сферах.

## История
Изначально термин trend watching был нацелен на мониторинг модных тенденций в Европе и США. В русскоязычной литературе «исследование будущего» именуется прогнозированием. Явление было подхвачено пользователями Интернета и закрепилось в качестве идентификатора деятельности сотрудников маркетинговых агентств, задачей которых стало исследование новых тенденций и предсказание трендов с целью использования этого в производстве товаров и услуг. Тренд-вотчеры работают в сферах: мода, кино, компьютерные игры, дизайн музыка, телевидение, мобильные технологии.
Явление характеризуется симбиозом дизайна и бизнеса. В маркетинг, помимо социальных, культурных исследований, включаются дизайн-исследования. Комплексный подход помогает разобраться в визуальных предпочтениях и эмоциональных склонностях потребителя и более точно выявляет краткосрочные, среднесрочные и долгосрочные тенденции.

## Потребительские тренды
Потребительским трендом называется новый подход людей к удовлетворению базовых потребностей, возникновение которого обусловлено технологическими, социальными и экономическими факторами. Тренд может проявляться в новом поведении потребителей и в возникающих ожиданиях, и для его идентификации необходимо найти несоответствие между желаниями людей и рыночным предложением. Большинство трендов появляется на пересечении базовых потребностей людей (еда, любовь и самовыражение), драйверов изменений (старение населения, распространение смартфонов и развитие виртуальной реальности) и инноваций (Uber, AirBnB и Instacart).
Исследование трендов отличается от традиционных количественных и качественных исследований. Классические методы опираются на данные о прошлом поведении потребителей и, как правило, содержат только ту информацию, которую люди способны сформулировать самостоятельно.
Трендвотчинг базируется на регулярном отслеживании инновационных продуктов, услуг, коммуникаций и бизнес-моделей. Основными источниками являются журналы, блоги, индустриальные отчеты, социальные сети, краудфандинговые площадки и конференции. Важным элементом трендвотчинга является глобальный взгляд на происходящие изменения, который требует анализа инноваций, появляющихся в различных индустриях по всему миру.

## Трендвочинг как бизнес
- Трендвочинговые компании — это маркетинговые агентства, занимающиеся исследованиями рынков по секторам. 2-4 раза в год компания готовит прогноз трендов (trend forecast — англ.), где детально описывает растущие и исчезающие тренды, делают прогноз на будущее. Трендвочинговые компании выступают в роли консультантов. Очень часто их услугами пользуются самые большие корпорации в мире.
- Внутренний трендвочинг — многие компании проводят трендвочинг самостоятельно и используют для продвижения собственных продуктов.

## Методы и практика
- Скрытый кулхантинг — Трендвотчер нанимает информатора в целевой аудитории. Метод обеспечивает взгляд на целевую группу в естественной «среде обитания».
- Фокус-группа — Проводится в формате интервью. Вопросы могут быть как общими — о стиле жизни, так и более специфичными — на сравнение брендов.
- Онлайн трендвочинг — Аналитика информации в сети, вычленение актуальных трендов.

## Компании, специализирующиеся на трендвотчинге
Крупными игроками на мировом рынке трендвотчинга являются Cool Hunting, Foresight Factory, The Future Laboratory, Google, IDEO, Springwise.com, Stylus, Trend Hunter, TRENDONE, Trendsquire.ru, TrendWatching.com, WGSN, Wikitrend.org,the Algorithm http://www.thealgorithm.ru